# 1. deild 1988 (Islanda)
La 1. deild 1988 fu la 77ª edizione della massima serie del campionato di calcio islandese disputata tra il 15 maggio e il 24 settembre 1988 e conclusa con la vittoria del Fram, al suo diciassettesimo titolo.
Capocannoniere del torneo fu Sigurjon Kristjansson (Valur) con 13 reti.

## Formula
Come nella stagione precedente le squadre partecipanti furono dieci e si incontrarono in un turno di andata e ritorno per un totale di diciotto partite.
Le ultime due classificate retrocedettero in 2. deild karla.
Le squadre qualificate alle coppe europee furono tre: i campioni alla Coppa dei Campioni 1989-1990, la seconda alla Coppa UEFA 1989-1990 e i vincitori della coppa nazionale alla Coppa delle Coppe 1989-1990.

## Squadre partecipanti
| Club      | Città       | Stadio | Posizione 1987     |
| --------- | ----------- | ------ | ------------------ |
| Fram      | Reykjavík   |        | 2°                 |
| Keflavík  | Keflavík    |        | 7°                 |
| Valur     | Reykjavík   |        | Campione d'Islanda |
| KR        | Reykjavík   |        | 5°                 |
| Víkingur  | Reykjavík   |        | 2. deild           |
| Þór       | Akureyri    |        | 4°                 |
| ÍA        | Akranes     |        | 3°                 |
| KA        | Akureyri    |        | 6°                 |
| Leiftur   | Fjallabyggð |        | 2. deild           |
| Völsungur | Húsavík     |        | 8°                 |

## Classifica finale
|                    | Pos. | Squadra   | Pt | G  | V  | N | P  | GF | GS | DR  |
| ------------------ | ---- | --------- | -- | -- | -- | - | -- | -- | -- | --- |
| Islanda (bandiera) | 1.   | Fram      | 49 | 18 | 16 | 1 | 1  | 38 | 8  | +30 |
|                    | 2.   | Valur     | 41 | 18 | 13 | 2 | 3  | 36 | 15 | +21 |
|                    | 3.   | ÍA        | 32 | 18 | 9  | 5 | 4  | 32 | 25 | +7  |
|                    | 4.   | KA        | 27 | 18 | 8  | 3 | 7  | 31 | 29 | +2  |
|                    | 5.   | KR        | 24 | 18 | 7  | 3 | 8  | 26 | 25 | +1  |
|                    | 6.   | Þór       | 24 | 18 | 6  | 6 | 6  | 25 | 28 | -3  |
|                    | 7.   | Víkingur  | 18 | 18 | 5  | 3 | 10 | 20 | 31 | -11 |
|                    | 8.   | Keflavík  | 18 | 18 | 4  | 6 | 8  | 22 | 32 | -10 |
|                    | 9.   | Leiftur   | 9  | 18 | 1  | 6 | 11 | 12 | 26 | -14 |
|                    | 10.  | Völsungur | 9  | 18 | 2  | 3 | 13 | 13 | 36 | -23 |

Legenda:
      Campione d'Islanda e ammesso alla Coppa dei Campioni
      Ammesso alla Coppa delle Coppe
      Ammesso alla Coppa UEFA
      Retrocesso in 2. deild karla
Note:
Tre punti a vittoria, uno a pareggio, zero a sconfitta.

### Verdetti
- Fram Campione d'Islanda 1988 e qualificato alla Coppa dei Campioni
- Valur qualificato alla Coppa delle Coppe
- ÍA qualificato alla Coppa UEFA
- Leiftur e Völsungur retrocesse in 2. deild karla.